# Outside Tour
Outside Tour — концертный тур британского рок-музыканта Дэвида Боуи, организованный в поддержку альбома Outside. Особенностью турне стало приглашение группы Nine Inch Nails, в качестве второго полноценного участника гастролей. Первое шоу состоялось 14 сентября 1995 года в Meadows Music Theater  (Хартфорд, штат Коннектикут) при участии коллектива Prick, в качестве группы поддержки. На некоторых концертах гитарист Ривз Гэбрелс исполнял песни из своего альбома The Sacred Squall of Now, в дополнение к материалу Дэвида Боуи и Nine Inch Nails.
Nine Inch Nails выступали первыми, затем, пока персонал готовил декорации для Боуи, группа исполняла три его песни — «Subterraneans», «Hallo Spaceboy» и «Scary Monsters (and Super Creeps)». После этого к Nine Inch Nails присоединялся Боуи и они вместе исполняли композиции «Reptile» и «Hurt»), после чего музыкант продолжал свою сольную часть концерта.
Для европейской части турне был приглашен Моррисси, который выступал в роли сохэдлайнера гастролей. Однако музыкант неожиданно покинул турне после девяти шоу — перед концертом в абердинском Выставочном центре, 29 ноября 1995 года. На освободившемся месте выступали такие коллективы, как The Gyres, Echobelly, Placebo, а также различные местные коллективы.
Концерт прошедший 13 декабря 1995 года, в Национальном выставочном центре города Бирмингема, был назван Big Twix Mix Show. В мероприятии приняли участие Аланис Мориссетт и группа Lightning Seeds, Би-Би-Си сняли телеверсию концерта. Позже некоторые его отрывки транслировались по радио.

## Участвующие музыканты
- Дэвид Боуи — ведущий вокал
- Ривз Гэбрелс — гитара
- Карлос Аломар — гитара
- Гейл Энн Дорси[англ.] — бас-гитара, вокал
- Зак Элфорд[англ.] — ударные
- Майк Гарсон — фортепиано
- Питер Шварц — синтезатор, музыкальный директор
- Джордж Симмс[англ.] — бэк-вокал, клавишные

## Концертные записи

### Ouvrez le Chien (Live Dallas 95)
Концерт в Starplex Amphitheater (Далласе, штат Техас) был записан на аудио и выпущен на стриминговых платформах в виде альбома под названием David Bowie Ouvrez le Chien (Live Dallas 95), в июле 2020 года, а также на компакт-дисках и виниле — 30 октября 2020 года. Стриминговый релиз также включал две песни, записанные во время выступления Дэвида Боуи в Бирмингеме. Ouvrez le Chien (Live Dallas 95) занял 32-е место в UK Albums Chart. Лонгплей также является частью бокс-сета Brilliant Live Adventures, включающим 6 концертных альбомов Боуи.

### Список композиций
Слова и музыка всех песен написаны Дэвидом Боуи, за исключением отмеченных.
1. «Look Back in Anger»
2. «The Hearts Filthy Lesson»
3. «The Voyeur of Utter Destruction (As Beauty)»
4. «I Have Not Been to Oxford Town»
5. «Outside»
6. «Andy Warhol»
7. «Breaking Glass»
8. «The Man Who Sold the World»
9. «We Prick You»
10. «I’m Deranged»
11. «Joe the Lion»
12. «Nite Flights» (Скотт Уокер)
13. «Under Pressure»
14. «Teenage Wildlife»
15. «Moonage Daydream» (записана в Бирмингеме, Англия) (только стриминговая версия)
16. «Under Pressure» (записана в Бирмингеме, Англия) (только стриминговая версия)

### No Trendy Réchauffé (Live Birmingham 95)
Концерт состоявшийся 13 декабря в Национальном выставочном центре Бирмингема, (озаглавленный «Big Twix Mix Show») с Аланис Мориссетт, Lightning Seeds и Echobelly на разогреве, был снят BBC TV (отрывки позднее транслировались по телевидению). Две песни из этого шоу, «Under Pressure» и «Moonage Daydream», были выпущены в качестве би-сайдов на сингле Боуи «Hallo Spaceboy» (1996), а также как часть ещё одного концертного релиза — Ouvrez le Chien. Концерт включает две версии «Hallo Spaceboy»; один был задуман как видеоклип на официальный сингл песни, но этот план был отменен после того, как Pet Shop Boys сделали ремикс песни. Биограф Николас Пегг назвал релиз «чертовски изумительным. Плотные, драйвовые, мускулистые исполнения песен „Scary Monsters“, „Hallo Spaceboy“, „The Voyeur“, „Oxford Town“. Боуи играет, возможно, с лучшей концертной группой, которая у него когда-либо была». Название альбома, «No trendy réchauffé», является фразой из песни «Strangers When We Meet», которая фигурирует в его сет-листе. Релиз является частью концертного бокс-сета Brilliant Live Adventures. No Trendy Réchauffé занял 43-е место в чарте Шотландии.

### Список композиций
Слова и музыка всех песен написаны Дэвидом Боуи.
1. «Look Back in Anger»
2. «Scary Monsters (and Super Creeps)»
3. «The Voyeur of Utter Destruction (as Beauty)»
4. «The Man Who Sold the World»
5. «Hallo Spaceboy»
6. «I Have Not Been to Oxford Town»
7. «Strangers When We Meet»
8. «Breaking Glass»
9. «The Motel»
10. «Jump They Say»
11. «Teenage Wildlife»
12. «Under Pressure»

На бис:
1. «Moonage Daydream»
2. «We Prick You»
3. «Hallo Spaceboy» (version 2)

## Расписание концертов
| Дата             | Город              | Страна            | Место |
| Северная Америка | Северная Америка   | Северная Америка  | Северная Америка |
| ---------------- | ------------------ | ----------------- | --- |
| 14 сентября 1995 | Хартфорд           | США               | Meadows Music Theatre |
| 16 сентября 1995 | Мэнсфилд           | США               | Great Woods Arts Center |
| 17 сентября 1995 | Херши              | США               | Hersheypark Stadium |
| 20 сентября 1995 | Торонто            | Канада            | Skydome |
| 22 сентября 1995 | Камден             | США               | Blockbuster Center |
| 23 сентября 1995 | Бёрджеттстаун      | США               | Star Lake Amphitheater |
| 27 сентября 1995 | Ист-Ратерфорд      | США               | Meadowlands Arena |
| 28 сентября 1995 | Ист-Ратерфорд      | США               | Meadowlands Arena |
| 30 сентября 1995 | Каяхога-Фолс       | США               | Blossom Music Center |
| 1 октября 1995   | Тинли-Парк         | США               | New World Music Theatre |
| 3 октября 1995   | Оберн-Хиллс        | США               | The Palace of Auburn Hills |
| 4 октября 1995   | Колумбус           | США               | Polaris Amphitheater |
| 6 октября 1995   | Бристоу            | США               | Nissan Pavilion |
| 7 октября 1995   | Роли               | США               | Walnut Creek Amphitheatre |
| 9 октября 1995   | Атланта            | США               | Lakewood Amphitheatre |
| 11 октября 1995  | Мериленд-Хайтс     | США               | Riverport Amphitheatre |
| 13 октября 1995  | Даллас             | США               | Starplex Amphitheatre |
| 14 октября 1995  | Остин              | США               | South Park Meadows |
| 16 октября 1995  | Денвер             | США               | McNichols Sports Arena |
| 18 октября 1995  | Финикс             | США               | Desert Sky Pavilion |
| 19 октября 1995  | Лас-Вегас          | США               | Thomas & Mack Center |
| 21 октября 1995  | Маунтин-Вью        | США               | Shoreline Amphitheatre |
| 24 октября 1995  | Такома             | США               | Tacoma Dome |
| 25 октября 1995  | Орегон             | США               | The Rose Garden |
| 28 октября 1995  | Инглвуд            | США               | Great Western Forum |
| 29 октября 1995  | Инглвуд            | США               | Great Western Forum |
| 31 октября 1995  | Голливуд           | США               | Hollywood Palladium |
| Европа           |                    |                   | |
| 14 ноября 1995   | Лондон             | Англия            | Wembley Arena |
| 15 ноября 1995   | Лондон             | Англия            | Wembley Arena |
| 17 ноября 1995   | Лондон             | Англия            | Wembley Arena |
| 18 ноября 1995   | Лондон             | Англия            | Wembley Arena |
| 20 ноября 1995   | Бирмингем          | Англия            | National Exhibition Centre |
| 21 ноября 1995   | Бирмингем          | Англия            | National Exhibition Centre |
| 24 ноября 1995   | Белфаст            | Северная Ирландия | (Перенесён на 5 декабря) King’s Hall — Вместо этого Боуи выступил на Zenith de Paris (MTV EMA) исполнив песню «The Man Who Sold The World». |
| 24 ноября 1995   | Дублин             | Ирландия          | Point Depot |
| 26 ноября 1995   | Эксетер            | Англия            | Westpoint Arena |
| 27 ноября 1995   | Кардифф            | Уэльс             | Cardiff International Arena |
| 29 ноября 1995   | Абердин            | Шотландия         | Exhibition Centre |
| 30 ноября 1995   | Глазго             | Шотландия         | Scottish Exhibition and Conference Centre                                                                                                   |
| 3 декабря 1995   | Шеффилд            | Англия            | Sheffield Arena |
| 4 декабря 1995   | Шеффилд            | Англия            | (Отменён) Sheffield Arena |
| 5 декабря 1995   | Белфаст            | Северная Ирландия | King’s Hall |
| 6 декабря 1995   | Манчестер          | Англия            | (Перенесён) Nynex Arena |
| 7 декабря 1995   | Ньюкасл-апон-Тайн  | Англия            | Newcastle Arena |
| 8 декабря 1995   | Манчестер          | Англия            | Nynex Arena |
| 13 декабря 1995  | Бирмингем          | Англия            | National Exhibition Centre (Hall 5) (Big Twix Mix Show)                                                                                     |
| 17 января 1996   | Хельсинки          | Финляндия         | Helsinki Ice Hall |
| 19 января 1996   | Стокгольм          | Швеция            | Globe Arena |
| 20 января 1996   | Гётеборг           | Швеция            | Scandinavium |
| 22 января 1996   | Осло               | Норвегия          | Spektrum |
| 24 января 1996   | Копенгаген         | Дания             | Valby-Hallen |
| 25 января 1996   | Гамбург            | Германия          | Sporthalle |
| 27 января 1996   | Брюссель           | Бельгия           | Vorst Forest Nationaal |
| 28 января 1996   | Утрехт             | Нидерланды        | Prins Van Oranjehall |
| 30 января 1996   | Дортмунд           | Германия          | Westfalenhalle |
| 31 января 1996   | Франкфурт-на-Майне | Германия          | Festhalle |
| 1 февраля 1996   | Берлин             | Германия          | Deutschlandhalle |
| 3 февраля 1996   | Прага              | Чехия             | Sportovni Hala |
| 4 февраля 1996   | Вена               | Австрия           | Stadthalle |
| 6 февраля 1996   | Любляна            | Словения          | Hala Tivoli |
| 8 февраля 1996   | Милан              | Италия            | Palatrussardi |
| 9 февраля 1996   | Болонья            | Италия            | Palasport Casalecchio |
| 11 февраля 1996  | Лион               | Франция           | Halle Tony-Garnier |
| 13 февраля 1996  | Женева             | Швейцария         | SEG Geneva Arena |
| 14 февраля 1996  | Цюрих              | Швейцария         | Hallenstadion |
| 16 февраля 1996  | Амневиль           | Франция           | Le Galaxie |
| 17 февраля 1996  | Лилль              | Франция           | Zénith de Lille |
| 18 февраля 1996  | Ренн               | Франция           | Salle Expos-Aeroport |
| 20 февраля 1996  | Париж              | Франция           | Palais Omnisports de Paris-Bercy |

## Список песен
| Из альбома The Man Who Sold the World - «The Man Who Sold the World» Из альбома Hunky Dory - «Andy Warhol» Из альбома The Rise and Fall of Ziggy Stardust and the Spiders from Mars - «Moonage Daydream» Из альбома Aladdin Sane - «Aladdin Sane» Из альбома Diamond Dogs - «Diamond Dogs» Из альбома Low - «Breaking Glass» (Дэвид Боуи, Деннис Дэвис, Джордж Мюррей) - «What in the World» - «Subterraneans» Из альбома «Heroes» - «Joe the Lion» Из альбома Lodger - «DJ» (Дэвид Боуи, Брайан Ино, Карлос Аломар) - «Look Back in Anger» (Дэвид Боуи, Брайан Ино) - «Boys Keep Swinging» (Дэвид Боуи, Брайан Ино) Из альбома Scary Monsters (and Super Creeps) - «Scary Monsters (and Super Creeps)» - «Teenage Wildlife» | Из альбома Black Tie White Noise - «Jump They Say» - «Nite Flights» (из альбома Nite Flights группы The Walker Brothers, автор — Скотт Уокер) Из альбома 1.Outside - «Outside» (Дэвид Боуи, Кевин Армстронг) - «The Hearts Filthy Lesson» (Дэвид Боуи, Брайан Ино, Ривз Гэбрелс, Майк Гарсон, Эрдал Кизилкей, Стерлинг Кэмпбелл) - «A Small Plot of Land» (Дэвид Боуи, Брайан Ино Ривз Гэбрелс, Майк Гарсон, Эрдал Кизилкей) - «Hallo Spaceboy» (Дэвид Боуи, Брайан Ино) - «The Motel» (Дэвид Боуи, Брайан Ино) - «I Have Not Been to Oxford Town» (Дэвид Боуи, Брайан Ино) - «The Voyeur of Utter Destruction (as Beauty)» (Дэвид Боуи, Брайан Ино, Ривз Гэбрелс) - «We Prick You» (Дэвид Боуи, Брайан Ино) - «I’m Deranged» (Дэвид Боуи, Брайан Ино) - «Thru' These Architect’s Eyes» (Дэвид Боуи, Ривз Гэбрелс) - «Strangers When We Meet» Прочие песни: - «Hurt» (из альбома The Downward Spiral группы Nine Inch Nails, автор — Трент Резнор) - «Reptile» (из альбома The Downward Spiral группы Nine Inch Nails, автор — Трент Резнор) - «Under Pressure» (сингл Дэвида Боуи и Queen из альбома Hot Space группы Queen, авторы — Дэвид Боуи, Джон Дикон, Брайан Мэй, Фредди Меркьюри, Роджер Тейлор) - «White Light/White Heat» (из альбома White Light/White Heat группы The Velvet Underground, автор — Лу Рид) |